# マラ工科大学
マラ工科大学（まらこうかだいがく、英語: MARA Technological University、公用語表記: Universiti Teknologi MARA）は、セランゴール州シャー・アラムに本部を置くマレーシアの国立大学。1956年創立、1996年大学設置。大学の略称はUiTM、ITM。別名はMARA工科大学。
1956年にRIDA（農村産業開発庁）がブミプトラ救済のための専門学校「（旧称）RIDA研修センター」として創立したのが始まりで、1965年に短期大学「（旧称、1965年～1967年）MARAカレッジ」「（旧称、1967年～1999年）MARA工科研究所」、1996年には大学に昇格した。

## 概要
本校と13の州立校からなるマラ工科大学という大学システムはマレーシアで最大規模の国立大学群であり、シャー・アラムキャンパスを旗艦校としている。モットーはマレー語で「Usaha, Taqwa, Mulia」（「努力、宗教、威厳」の意味）。大学院があるのは本校のみで、全州立校には自治権が与えられる。
学部から大学院レベルまで、500以上のプログラムを英語で教えている。16.6万人の正規学生、通信学生のブミプトラ、 留学生が在籍している。大学院プログラムは、留学生とブミプトラには開かれているが、非ブミプトラには開かれていない。

## 沿革[1]
- 1956年 - Jalan Othman, Petaling Jaya, Selangorに農村産業開発庁によりRIDA研修センター（マレー語：Dewan Latehan RIDA）が創立される。下記の学部を設置、
  - 会計学部[8]
  - ビジネス経営学部[9]
- 1965年 - 農村産業開発庁を人民信託局（英語版）（マレー語：Majlis Amanah Rakyat）に改称。MARAカレッジ（マレー語：Maktab MARA）を短期大学設置。行政法学部[10]を設置。
- 1966年 - 保険数理学・統計学・数学・計量経済学・サイバネティクス学部（ASMEC学部）を設置。[11]
- 1967年 - MARA工科研究所（マレー語：Institut Teknologi MARA）と改称。下記の学部を設置、
  - 芸術工学部[12][13]
  - 応用理学部[14]
  - 工学部[15]
  - ホテル観光経営学部[16]
- 1968年 - 下記の学科を設置、
  - 工学部土木工学科[15]
  - 工学部機械工学科[17]
  - 工学部電気工学科[18]
  - 行政法学部法学科[19]
  - 行政法学部図書館学科[20]
- 1968年 - 行政法学部から図書館学科が分離し、図書館学部を設置。[20]
- 1971年 - 芸術工学部を建築・計画・測量学部に改称。[12]
- 1972年 - マスコミュニケーション学部を設置。[21][注 1]
- 1973年 - 建築・計画・測量学部から美術系とデザイン系のプログラムが分離し、芸術造形学部を設置。[13]
- 1974年 - ASMEC学部を数理科学・コンピュータ学部に改称。[11]
- 1976年 - 設置者はマレーシア教育省に変更。
- 1979年 - 図書館学部を図書館情報科学部に改称。[20]
- 1984年 - 芸術造形学部音楽学科を設置。[22]
- 1995年 - レクリエーション・スポーツ科学部を設置。[23]
- 1996年 - MARA工科研究所を大学設置。数理科学・コンピュータ学部とビジネス経営学部を情報工学・計量科学部[11]と経営学部[9]に改称。下記の学部学科を設置、
  - 工学部土木工学科 → 土木工学部[15]
  - 工学部機械工学科 → 機械工学部[17]
  - 工学部電気工学科 → 電気工学部[18]
  - 応用理学部薬学科[24]
  - 応用理学部健康科学科[25]
- 1997年 - 図書館情報科学部を情報学部に改称。[20]下記の学部学科を設置、
  - 教育学部[26]
  - 教育学部音楽教育学科[22]
- 1998年 - 芸術造形学部とマスコミュニケーション学部から音楽学科と映画学科が分離し、舞台芸術学部を設置。[27][22]
- 1999年 - マラ工科大学（マレー語：Universiti Teknologi MARA）と改称。
- 2000年 - 機械工学部化学工学科を設置。[28]
- 2001年 - 応用理学部から薬学科が分離し、薬学部を設置。[24]
- 2002年 - 医学部を設置し、応用理学部から健康科学科を医学部に統合。[29][25]
- 2003年 - 機械工学部から化学工学科が分離し、化学工学部を設置。[28]
- 2004年 - 下記の学部を設置、
  - 医学部健康科学科 → 健康科学部[25]
  - 行政法学部 → 行政科学・政策学部[10]
  - 行政法学部法学科 → 法学部[19]
- 2005年 - 情報学部と舞台芸術学部を情報経営学部[20]と芸術創造技術学部[27]に改称。
- 2006年 - 下記の学部を設置、
  - 芸術創造技術学部音楽学科 → 音楽学部
  - 教育学部音楽教育学科 → 音楽学部[22]
  - 歯学部[30]
- 2009年 - 情報工学・計量科学部をコンピュータ数理科学部に改称。[11]
- 2010年 - 園芸農業技術学部を設置。[31][注 2]
- 2011年 - 芸術創造技術学部を映画・演劇・アニメーション学部[27]に改称。オフィス経営技術学部[注 3]を経営学部[9][注 4]に統合。
- 2021年 - 土木工学部、機械工学部、電気工学部、化学工学部を統合し、工学部に改組。[32]
- 2022年 - 下記の学部を改組、
  - 建築・計画・測量学部 → 建築環境学部[12]
  - コンピュータ数理科学部、情報経営学部 → コンピュータ情報数理学部[33]
  - 芸術造形学部、音楽学部、映画・演劇・アニメーション学部 → 芸術学部[34]

## 基礎データ

### 所在地（大学システムの各校）

#### 本校
- シャー・アラムキャンパス（創立：1967年）

#### 州立校
- ジョホール州立校
  - スガマッキャンパス（創立：1985年）
  - パシール・グダンキャンパス（創立：2013年）
- ケダ州立校
  - スンガイ・プタニキャンパス（創立：1997年）
- クランタン州立校
  - マチャンキャンパス（創立：1985年）
  - コタ・バル市立キャンパス（創立：2007年）
- マラッカ州立校
  - アロー・ガジャキャンパス（創立：1984年）
  - マラッカ市立キャンパス（創立：2007年）
  - ジャシンキャンパス（創立：2011年）
- ヌグリ・スンビラン州立校
  - クアラ・ピラーキャンパス（創立：1999年）
  - スレンバン3キャンパス（創立：2014年）
  - ルンバウキャンパス（創立：2016年）
- パハン州立校
  - ジュンカキャンパス（創立：1993年）
  - ラウブキャンパス（創立：2015年）
  - クアンタン市立キャンパス（創立：不明）
- ペラ州立校
  - スリ・イスカンダルキャンパス（創立：1985年）
  - タパーキャンパス（創立：2010年）
  - トゥルッ・インタンキャンパス（創立：2011年）
  - イポー市立キャンパス（創立：不明）
- プルリス州立校
  - アラウキャンパス（創立：1974年）
- ペナン州立校
  - パーマタン・パウキャンパス（創立：1996年）
  - ベルタンキャンパス（創立：2011年）
- サバ州立校
  - コタ・キナバルキャンパス（創立：1973年）
  - タワウキャンパス（創立：1996年）
- サラワク州立校
  - サマラハンキャンパス（創立：1973年）
  - ムカキャンパス（創立：2007年）
  - サマラハン2キャンパス（創立：2014年）
- セランゴール州立校
  - プンチャッ・パーダナキャンパス（創立：2005年）
  - プンチャッ・アラムキャンパス（創立：2009年）
  - セラヤンキャンパス（創立：2010年）
  - スンガイ・ブローキャンパス（創立：2012年）
  - ドゥンキルキャンパス（創立：2016年）
- トレンガヌ州立校
  - ドゥングンキャンパス（創立：1975年）
  - クアラ・トレンガヌキャンパス（創立：2008年）
  - ブキッ・ベシキャンパス（創立：2013年）

### 学生数[5]
2023年6月30日時点。（）内は留学生数を内数で表す。
- 学部 155,006人
- 大学院 11,064人（1,162人[35]）

## 組織

### 学部
- 応用理学部
- 建築環境学部
- 工学部
- コンピュータ情報数理学部
- 歯学部
- 保健科学部
- 医学部
- 薬学部
- 園芸農業技術学部
- レクリエーション・スポーツ科学部
- 行政科学・政策学部
- 芸術学部
- コミュニケーション・メディア学部
- 教育学部
- 法学部
- 会計学部
- ビジネス経営学部
- ホテル観光経営学部
- 語学部
- 現代イスラム学部

### 大学院
- 大学院研究所
- アルシャド・アユブビジネス学院

## 日本の協定校[36]

### 国公立大学
- 筑波大学
- 群馬大学
- 千葉大学
- 東京農工大学
- 名古屋大学
- 豊橋技術科学大学
- 京都大学
- 山口大学
- 九州大学
- 九州工業大学

### 私立大学
- 医療創生大学
- 東京理科大学
- 東洋大学
- 東京農業大学
- 桜美林大学
- 芝浦工業大学
- 東京電機大学
- 東京工科大学
- 山梨学院大学
- 名古屋芸術大学
- 近畿大学
- 松山東雲女子大学
- 福岡大学
- 福岡工業大学

### その他
- 宇部工業高等専門学校
- 国立高等専門学校機構